# 野烟树
野烟树（学名：Solanum mauritianum）为茄科茄属下的一个种。

## 扩展阅读
- 維基物種上的相關：野烟树